# Automolis silacea
Automolis silacea là một loài bướm đêm thuộc phân họ Arctiinae, họ Erebidae.